# Półwysep Ilpiński
Półwysep Ilpiński (ros. Ильпинский  полуостров) – półwysep w azjatyckiej części Rosji, w Kraju Kamczackim.
Leży nad Zatoką Karagińską Morza Beringa, pomiędzy drugorzędnymi zatokami Anapka i Korfską; długość około 40 km; powierzchnia nizinna, jedynie we wschodniej części wzniesienia o wysokości do 494 m n.p.m.